# Dermatomy

Dermatomy

Dermatom – obszar skóry, który jest zaopatrywany czuciowo przez pojedynczy nerw rdzeniowy (pojedynczy segment rdzenia kręgowego), jednak unerwienie może być doprowadzane do skóry przez dwie lub więcej gałązek skórnych. Nerwy zaopatrujące czuciowo skórę, a więc i dermatomy kończyny górnej pochodzą ze splotu ramiennego z brzusznych gałązek nerwów rdzeniowych od C5 do TH1. Segmentowy przebieg dermatomów można łatwo dostrzec na kończynie górnej trzymanej w poziomie w odwiedzeniu z kciukiem skierowanym ku górze. Układ dermatomów pochodzi z rozwoju płodowego kończyny, „pączkującej” z boku segmentarnie zbudowanego zarodka, który wydłuża się, rozciągając dermatomy na zewnątrz.

## Układ dermatomów
- C5 – zaopatruje pas skóry z przodu wzdłuż całej długości kończyny górnej.
- C6 – zaopatruje boczną powierzchnię i obejmuje kciuk.
- C7 – zaopatruje pas skóry wzdłuż tylnej powierzchni kończyny i obejmuje dwa pierwsze palce.
- C8 – zaopatruje dwa ostatnie palce i tylny pas skóry całej kończyny górnej.
- T1 – zaopatruje pas skóry z przodu, lecz nie dochodzi do dłoni.

Odcinkowe unerwienie przebiega w dół wzdłuż całej długości ciała i najbardziej widoczne jest w obrębie całej klatki piersiowej i brzucha.

## Znaczenie dermatomów
Znajomość przebiegu dermatomów ma duże znaczenie, dlatego że lekarz ma możliwość zbadania za pomocą igły, czy określony segment rdzenia kręgowego działa prawidłowo. Szczególnie istotne jest to u osób z podejrzeniem uszkodzenia rdzenia kręgowego.
Jednak jeśli występuje zaburzenie w obrębie jednego nerwu rdzeniowego lub segmentu rdzenia kręgowego w dermatomie może nie występować zaburzenie czucia, ponieważ sąsiednie dermatomy mogą się pokrywać. Oznacza to, że nawet w przypadku uszkodzenia nerwu rdzeniowego lub segmentu skóra, którą zaopatruje on, może być unerwiana czuciowo przez sąsiednie nerwy. Istnieją jednak obszary skóry na kciuku, które nie mają „podwójnego” unerwienia i drętwieją w razie uszkodzenia nerwu rdzeniowego.

Przeczytaj ostrzeżenie dotyczące informacji medycznych i pokrewnych zamieszczonych w Wikipedii.